# Alessandro Varaldo

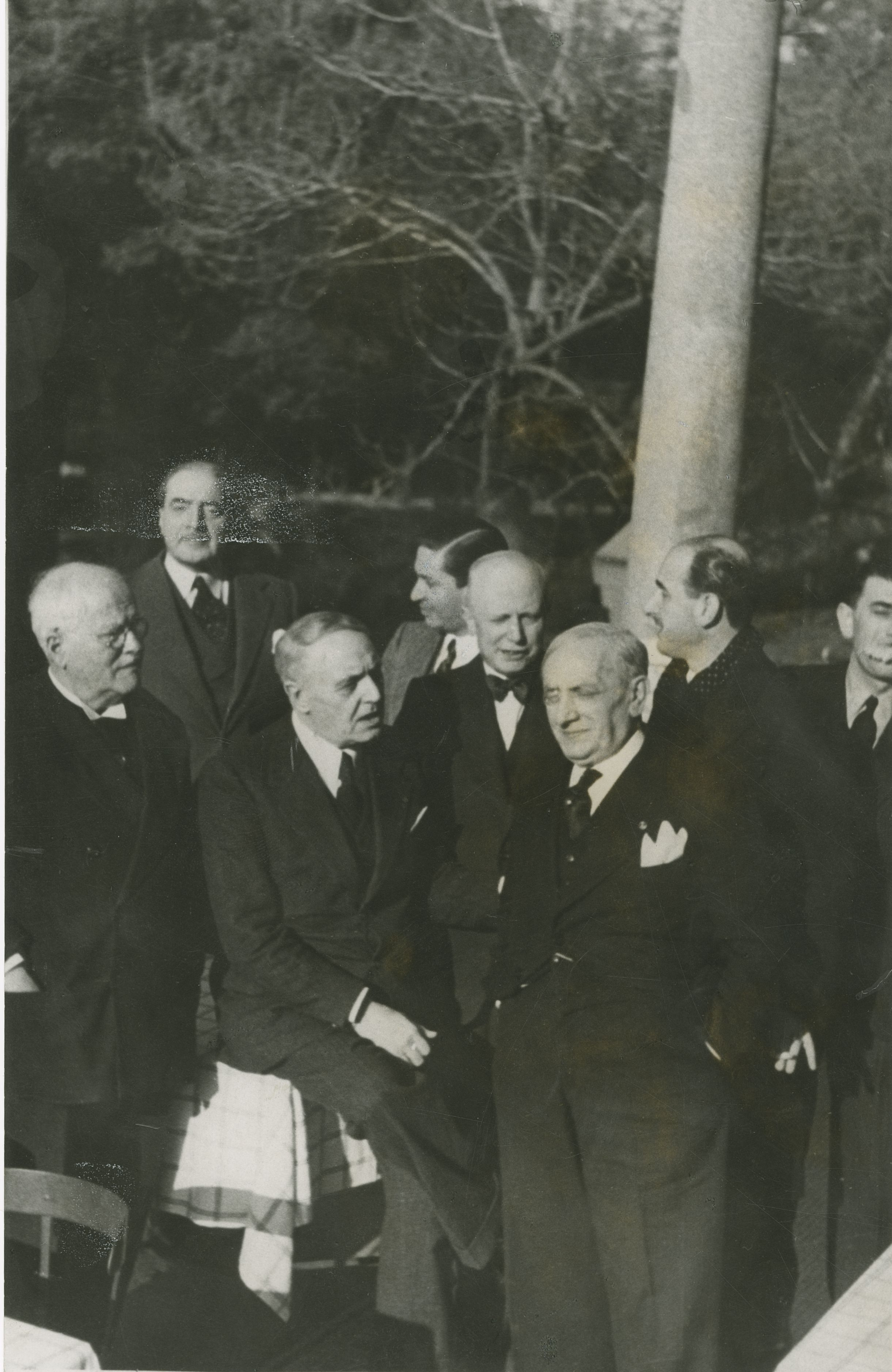
Foto di un gruppo di scrittori italiani nel 1930: insieme a Alessandro Varaldo ci sono Alfredo Panzini (il primo a sinistra), Trilussa, Guido Milanese e Lucio D'Ambra.

Alessandro Varaldo (Ventimiglia, 25 gennaio 1873 – Roma, 18 febbraio 1953) è stato un giornalista, scrittore e drammaturgo italiano.

## Biografia
Esordì nel 1898 con La principessa lontana, cui seguì una sterminata e varia produzione sempre accompagnata dall'attività su importanti giornali quali la Gazzetta del Popolo ed Il Caffaro.
Scrisse commedie, tra cui L'altalena (1910), romanzi e novelle come La grande passione (1920), L'ultimo peccato (1920), La troppo bella (1939) ed anche opere biografiche. Fu presidente della Società Italiana degli Autori ed Editori dal 1920 al 1928 e direttore dell'Accademia d'arte drammatica di Milano dal 1943, succedendo a Silvio D'Amico.
Dopo che, con Il sette bello, era stato il primo autore italiano accolto nella collana Libri gialli della Mondadori, Varaldo si specializzò in romanzi gialli; a differenza di Augusto De Angelis egli seppe conciliare il genere tradizionalmente anglosassone del giallo con i valori dell'etica fascista, risultando così particolarmente apprezzato dal regime. Tuttavia, come nota Loris Rambelli, i suoi intrecci finiscono per privilegiare la casualità avventurosa (da cui spesso dipende anche lo scioglimento dell'enigma) a scapito della razionalità che sta alla base della detection classica 

## Opere

### Commedie
- L'altalena, 1910
- Appassionatamente, 1916

### Romanzi e novelle
- Un fanciullo alla guerra, 1916
- Le avventure, 1919
- La bella e la bestia, 1919
- La grande passione, 1920
- L'ultimo peccato, 1922
- La troppo bella, 1939
- Leggende e storie dell'800, 1943

### Romanzi gialli
- Il sette bello, Milano, Arnoldo Mondadori Editore, 1931
- Le scarpette rosse, Milano, Arnoldo Mondadori Editore, 1931
- La gatta persiana, Milano, Arnoldo Mondadori Editore, 1933
- La scomparsa di Rigel, Milano, Arnoldo Mondadori Editore, 1933
- Circolo chiuso, Milano, Arnoldo Mondadori Editore, 1935
- Casco d'oro, Milano, Arnoldo Mondadori Editore, 1936
- Il segreto della statua, Milano, Arnoldo Mondadori Editore, 1936
- Il tesoro dei Borboni, Milano, Arnoldo Mondadori Editore, 1938

### Saggistica
- Profili di attrici e di attori, 1926
- Pellegrinaggi letterari, 1937